# Yun Young-sook
Dans ce nom coréen, le nom de famille, Yun, précède le nom personnel.
Yun Young-sook (en coréen : 윤영숙 ; RR : Yun Yeongsuk ; MR : Yun Yŏngsuk ; née le 10 septembre 1971) est une archère sud-coréenne.

## Biographie
Yun Young-sook dispute les Jeux olympiques d'été de 1988 se tenant à Séoul. Elle remporte la médaille de bronze de l'épreuve individuelle et est sacrée championne olympique par équipe avec Kim Soo-nyung et Wang Hee-kyung.